# HD133811
HD133811 — хімічно пекулярна зоря спектрального класу B9, що має видиму зоряну величину в смузі V приблизно  8,9.
Вона  розташована на відстані близько 1212,5 світлових років від Сонця.

## Пекулярний хімічний склад
Зоряна атмосфера HD133811 має підвищений вміст 
Si
.